# Magallanes (Cavite)
Magallanes (filipino: Kasilag) es una municipio en la provincia de Cavite, Filipinas, ubicada aproximadamente 79 km al sur de Manila via Maragondon, Naic y Tanza.

## Barangayes
Magallanes se divide administrativamente a 16 barangayes:
| - Baliwag - Bendita 1 - Caluangan - Medina - Pacheco - Barangay 1 (Pob.) - Barangay 2 (Pob.) - Barangay 3 (Pob.) | - Barangay 4 (Pob.) - Barangay 5 (Pob.) - Ramírez - Tua - Urdaneta - Kabulusan - Bendita 2 - San Agustín |

- Datos: Q62771
- Multimedia: Magallanes, Cavite / Q62771

1. ↑  Worldpostalcodes.org, código postal n.º 4113.